# Ramsay Traquair
Ramsay Heatley Traquair, född den 30 juli 1840 i Rhynd, död den 22 november 1912, var en skotsk zoolog.
Traquair var professor i zoologi vid Royal College i Dublin 1867-73 och föreståndare för naturhistoriska museet i Edinburgh 1873-1906. Traquair inlade stora förtjänster om kännedomen rörande de fossila fiskarna, exempelvis genom Silurian fishes of Scotland (1899) med flera arbeten. Bland hans utmärkelser kan nämnas Lyellmedaljen 1901 och Royal Medal 1907.